# Чхве Ёнъи Варвара
Чхве Ёнъи Варвара или Варвара Чхве (кор. 최영이 바르바라, 1819 г., Сеул, Корея — 1 февраля 1840 года, Сеул, Корея) — святая Римско-Католической Церкви, мученица.

## Биография
Родилась в 1819 году в католической семье Петра Чхве и Магдалины Сон. В 1839 году вышла замуж за католика Карла Чо. В следующем году у них родился сын. Во время преследований христиан в Корее была арестована в 1840 году и подвергнута пыткам, чтобы она назвала имена знакомых католиков. Казнена через обезглавливание 1 февраля 1840 года вместе с Иоанном Ли и Павлом Хоном.
Была беатифицирована 5 июля 1925 года Римским Папой Пием XI и канонизирована 6 мая 1984 года Римским Папой Иоанном Павлом II вместе с группой 103 корейских мучеников.
День памяти в Католической Церкви — 20 сентября.